# Hofferia
Hofferia is een geslacht van solitaire bijen uit de geslachtengroep Osmiini in de familie Megachilidae.
De wetenschappelijke naam van het geslacht is voor het eerst geldig gepubliceerd in 1984 door B. Tkalců.
Hofferia is nauw verwant aan het geslacht Stenoheriades.

## Soorten
De typesoort is Chelostoma schmiedeknechti Schletterer, 1889. Verder is er nog een soort in dit geslacht beschreven: Hofferia mauritanica, oorspronkelijk door Lucas Chelostoma mauritanicum genoemd.
Deze soorten komen voor in het Palearctisch gebied; H. mauritanica in de Maghreb en H. schmiedeknechti van zuidoostelijk Europa tot het oosten van Turkije en zuidelijker tot in de Levant.
Beide soorten voeden zich met stuifmeel van samengesteldbloemigen, en blijken een sterke voorkeur te hebben voor distels (Carduoideae).
H. schmiedeknechti maken nesten in bestaande gangen die door insecten in dood hout zijn uitgegraven, waarin ze een aantal broedcellen op een rij aanbrengen. Daarvoor gebruiken ze hars, gedeeltelijk gemengd met kleine steentjes. Het nestgedrag van H. mauritanica is nog niet bekend.